# Gerhard Raunio
Gerhard Raunio, född 3 april 1937, död 19 januari 2004 var en svensk fysiker och fackföreningsledare.
Raunio utbildade sig till civilingenjör och disputerade 1970 vid Chalmers tekniska högskola med avhandlingen Phonons in some alkali halides investigated by neutron spectrometry. Samma år blev han universitetslektor vid Linköpings tekniska högskola (LiTH), och senare professor vid LiTH.
Raunio blev 1973 ordförande för LiTH:s lokalavdelning av Sveriges civilingenjörsförbund (CF), satt i CF:s styrelse på riksnivån från 1982 och var CF:s ordförande från 1995 till 2002.
Han var sonson till den kvinnliga finländska parlamentarikern Maria Raunio. Från 1991 var han gift med civilingenjören och fackföreningsledaren Ingrid Bruce. 